# GNV Sirio
Il GNV Sirio è un traghetto appartenente alla compagnia di navigazione italiana GNV.

## Caratteristiche
Prima unità dell'omonima, il traghetto possiede un ponte auto in più rispetto ai traghetti della classe Bithia. Il traghetto raggiunge le 40.000 tonnellate di stazza lorda e ha una maggiore capacità di carico merci, circa 2.000 metri lineari che corrispondono a circa 140 semirimorchi, o una capacità di 1.085 autovetture, grazie anche ad un Car Deck mobile posto al ponte 4, numero che diminuisce a circa 200 auto con tutte le corsie merci occupate. Il numero massimo di passeggeri trasportabili è di 3.000 unità (circa 300 in più rispetto alla classe Bithia). La nave è strutturata su nove ponti:
- Ponte 8 Comando: infermeria, canile, solarium
- Ponte 7 Arcobaleno: area bambini, 648 poltrone seconda classe, 68 cabine
- Ponte 6 Imbarcazioni: accoglienza, bar centrale, bar sala delle feste, cinema, ristorante, self service, negozio.
- Ponte 5 Aurora: 258 cabine
- Ponte 4 car deck Auto: 265 auto
- Ponte 4 Garage Superiore: 373 auto o 70 Semirimorchi
- Ponte 3 Garage Principale: 335 auto o 65 Semirimorchi
- Ponte 2 Garage Inferiore 2: 60 auto
- Ponte 1 Garage Inferiore 1: 52 Auto

### Livree
Dal varo al 2017, il traghetto ha mantenuto la classica livrea Tirrenia. A marzo dello stesso anno, grazie alla partnership tra il Gruppo Onorato Armatori (divenuto unico proprietario della subentrante Tirrenia CIN) e Warner Bros., ha ricevuto una nuova livrea con i personaggi di Batman su una fiancata e Wonder Woman sull'altra. 
Con il passaggio a Moby Lines, il traghetto è stato riverniciato completamente in bianco assumendo la livrea standard di Moby con l'iconica balena blu sulle fiancate. Il fumaiolo diventa celeste col logo tipico delle navi Moby.
Nei primi giorni di marzo 2024, con il passaggio a Grandi Navi Veloci, ha adottato la classica livrea della compagnia.

### Propulsione
Nonostante l'aggiunta di un ponte e quindi dell'aumento del dislocamento, sono stati impiegati gli stessi motori diesel Wärtsilä 12V46C della classe Bithia. Anche in questo caso queste quattro unità generano più di 51.000 kW di potenza, che permettono alla nave di raggiungere a pieno carico la velocità di crociera di 29 nodi (53,70 km/h).
Queste prestazioni vengono sfruttate per le sole traversate diurne e in alta stagione, ovvero quando il traffico di passeggeri e veicoli giustifica il maggiore consumo di carburante, altrimenti i traghetti viaggiano ad una velocità che permette loro un maggior risparmio, compresa tra i 19 ed i 23 nodi, grazie all'utilizzo di due motori su quattro.

## Servizio
Varato il 24 gennaio 2004 nel cantiere navale Fincantieri di Castellammare di Stabia con il nome di Nuraghes e consegnato il 28 giugno successivo alla Tirrenia di Navigazione, prende servizio il 15 luglio nei collegamenti tra Civitavecchia ed Olbia, operando saltuariamente anche negli altri collegamenti del network della compagnia.

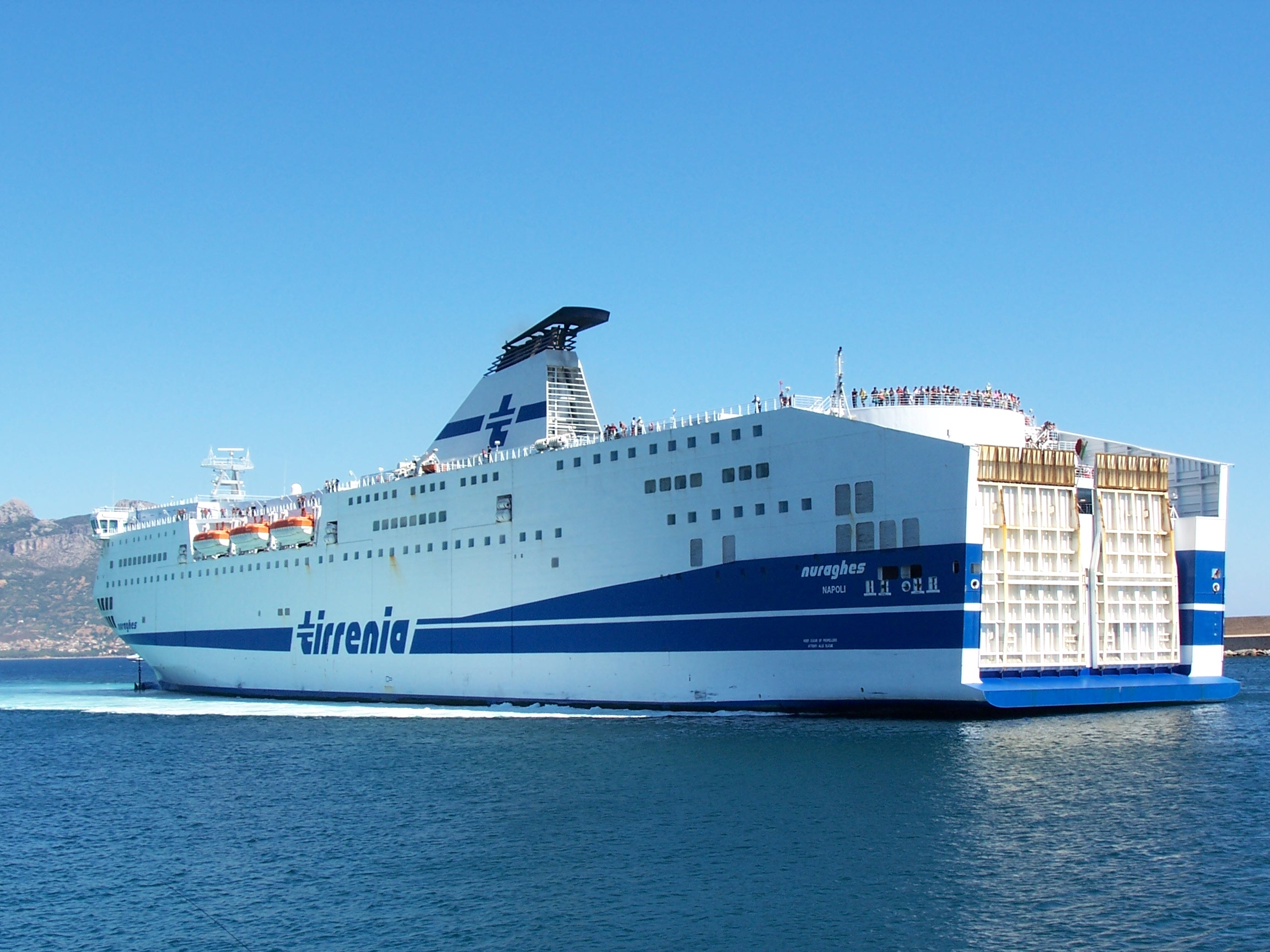
Il Nuraghes in evoluzione ad Arbatax nel 2005.

Nel luglio del 2012 viene trasferito sotto le insegne della neonata Tirrenia CIN.
Il 1º giugno 2020 viene trasferito nei collegamenti tra Livorno ed Olbia in sostituzione del Moby Tommy.
Nell'estate del 2021 torna ad operare nei collegamenti tra Livorno ed Olbia in coppia con lo Sharden.
Dal 28 luglio al 5 agosto 2021 rimane fermo a Livorno a causa di un'avaria ai motori, venendo sostituito dal Bithia sulla propria rotta.

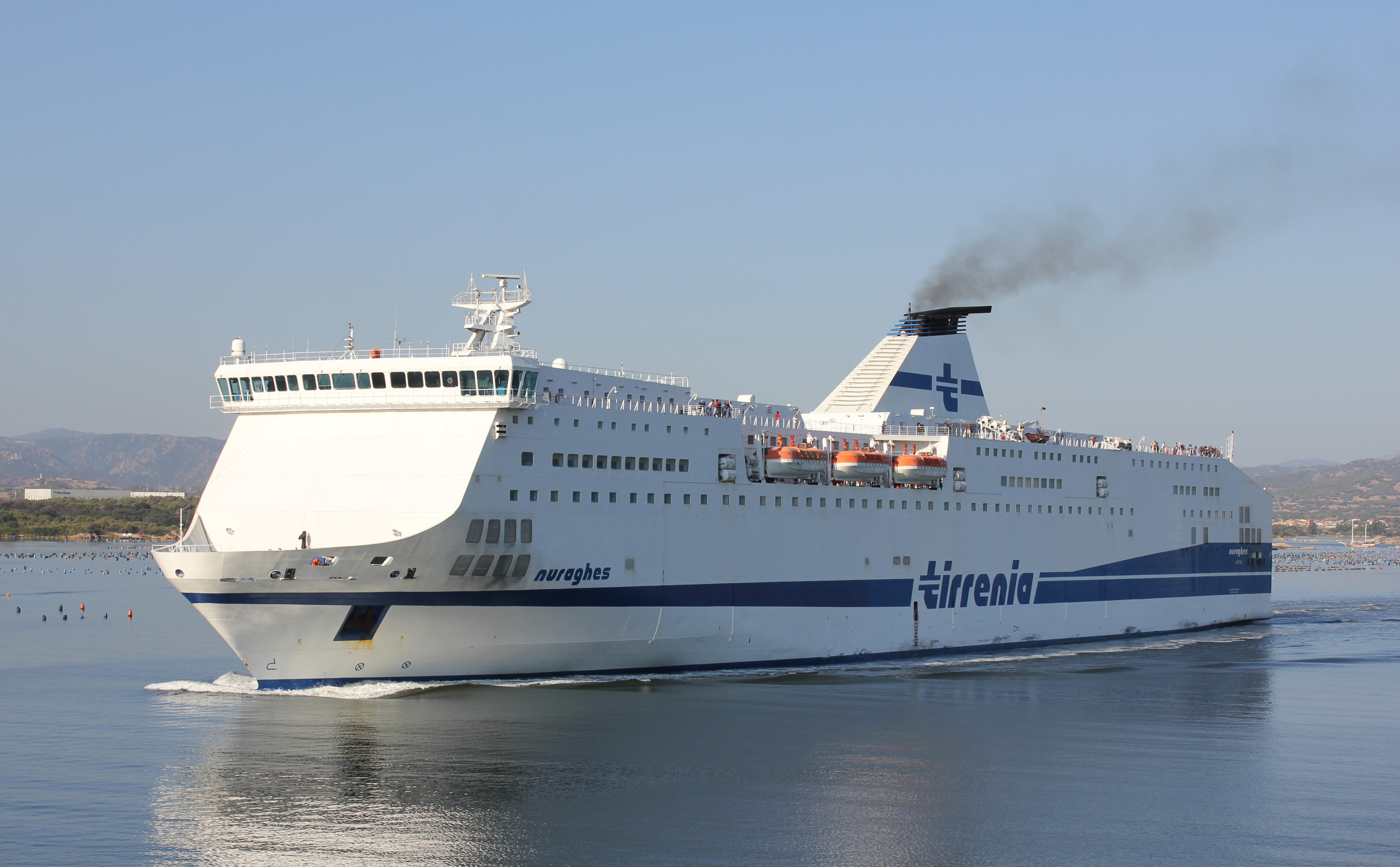
Il Nuraghes in partenza da Olbia nel 2012.

Il 5 al 7 luglio 2022 viene brevemente impiegato sulla Genova-Olbia in sostituzione del Moby Wonder, che a sua volta lo sostituisce nei collegamenti tra lo scalo sardo e quello toscano.
A fine settembre 2022 torna in servizio per Tirrenia CIN e viene trasferito nei collegamenti tra Civitavecchia ed Olbia in coppia con il gemello Bithia.

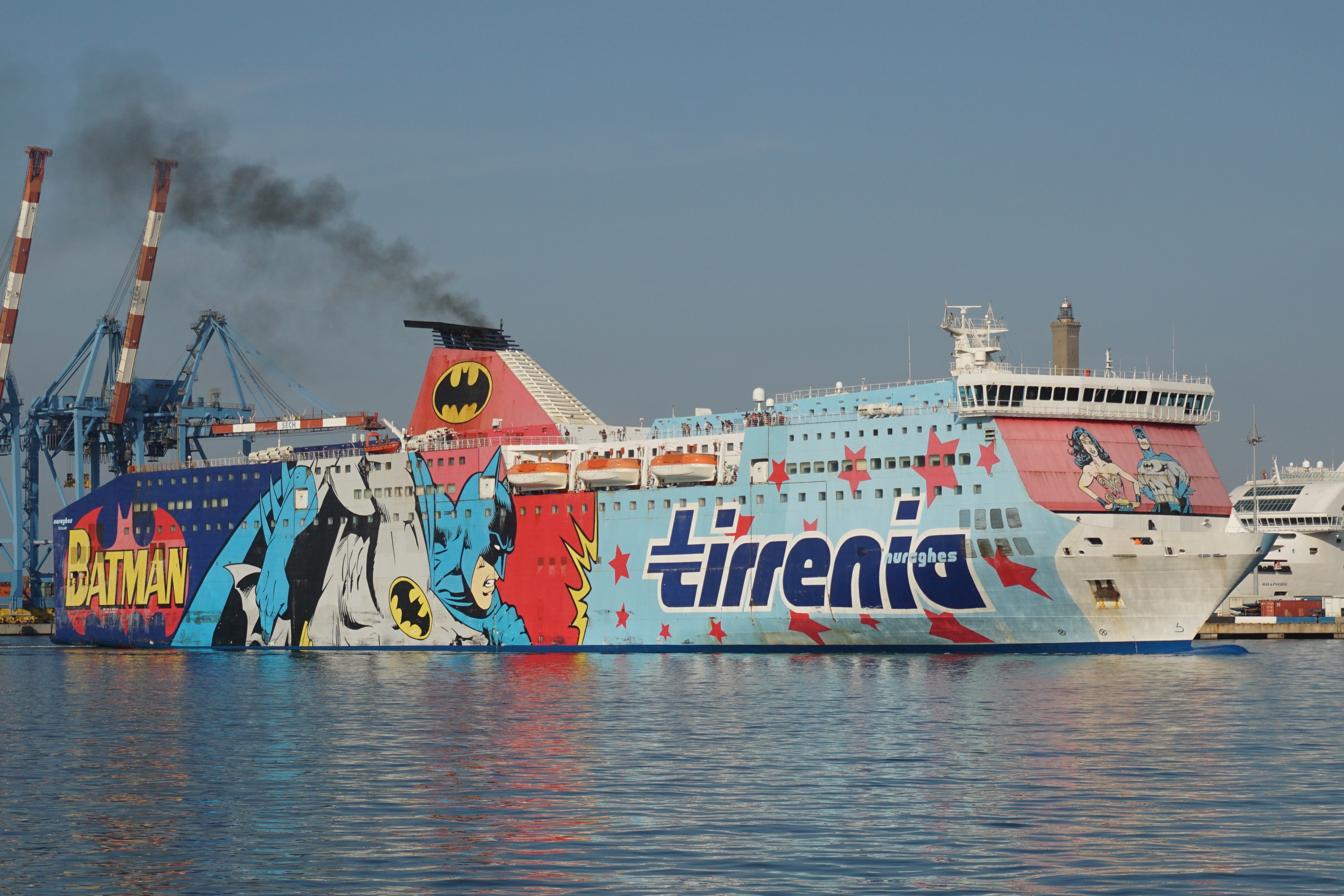
Il Nuraghes in arrivo a Genova nel 2022.

Nell'aprile del 2023 viene trasferito nei cantieri navali Palumbo di Messina dove viene trasferito sotto le insegne della Moby Lines e, ribattezzato Moby Vinci, torna in servizio nel mese successivo nei collegamenti tra Livorno ed Olbia, affiancando il già presente Moby Aki. 
A giugno viene affiancato dal nuovo Moby Fantasy, appena entrato in servizio. Saltuariamente, opera anche nei collegamenti tra lo scalo sardo, Genova e Civitavecchia.
Nel dicembre 2023 ne viene annunciata la vendita a MSC assieme al gemello Sharden per una cifra complessiva di 109 milioni di euro.
Nel febbraio del 2024, con l'entrata in servizio del nuovo Moby Legacy, viene trasferito nei collegamenti tra Civitavecchia ed Olbia. Nello stesso mese viene trasferito nei collegamenti tra Genova e Porto Torres.
Il 18 febbraio 2024 termina il servizio per Moby Lines e viene trasferito in cantiere a Genova, dove il 20 marzo viene ufficialmente consegnato alla GNV. la nave è passata alla Grandi Navi Veloci con il nome GNV Sirio.
Ribattezzato GNV Sirio, il 24 aprile prende servizio nei collegamenti tra Genova e Palermo in coppia con il gemello GNV Auriga.
Nell'estate del 2024 opera nei collegamenti tra Genova e Porto Torres in coppia con il GNV Spirit ed in quelli tra Genova ed Olbia, quest'ultimi in coppia con il GNV Auriga. Successivamente fa ritorno sulla Genova-Palermo.
Ad inizio aprile 2025 viene trasferito sulla Barcellona-Palma di Maiorca in sostituzione del Golden Bridge, fermo a Perama per lavori di manutenzione ordinaria. A metà maggio torna in servizio nei collegamenti tra Genova e Palermo.

## Incidenti
Il 17 settembre 2004 il Nuraghes, a due mesi dall’entrata in servizio, viene speronato alle ore 20.00 dal traghetto La Superba durante la fase di ormeggio nel porto di Olbia. Al momento dell'incidente, il traghetto era ormeggiato al molo 3 dalla mattina ed era in attesa delle 23 per partire verso Civitavecchia. Al momento dello scontro erano presenti a bordo solo i membri dell'equipaggio. Il Nuraghes riportò svariati danni a prua, alla console di comando, al posto di manovra e parzialmente verso poppa. Una scialuppa di salvataggio cedette affondando nel mare, mentre un gonfiabile rimase appeso a mezz'aria. Dopo gli accertamenti da parte del RINA, il Nuraghes partì in ritardo verso lo scalo laziale. La colpa fu imputata al comando de La Superba, il quale non avrebbe richiesto il supporto del rimorchiatore nonostante il maltempo.
Il 21 giugno 2006, alle ore 13:00 circa, il Nuraghes, proveniente da Civitavecchia, viene speronato dal Moby Fantasy nel golfo di Olbia. La prua del Moby Fantasy aprì uno squarcio sulla fiancata della Nuraghes, ma senza tuttavia causare feriti gravi. Stando alla Procura, la responsabilità fu imputata al comando della nave Tirrenia, che non rispettò la precedenza mantenendo la velocità di 28 nodi. Concausa fu anche la scarsa visibilità presente in quel momento all'interno del golfo. Secondo il PM non furono utilizzati i segnali sonori di emergenza e non vi furono adeguate comunicazioni radio.

## Navi gemelle
- GNV Auriga (già Sharden)